# Madagascar Airlines
Ne doit pas être confondu avec Madagasikara Airways.
Madagascar Airlines (code IATA : MD ; code OACI : MGY), est la compagnie aérienne nationale de Madagascar. Créée en 1961 sous le nom de Madair, elle prendra le nom d'Air Madagascar l'année suivante avant de prendre son nom actuel en 2021. Elle est membre de l'Alliance Vanille à compter de la fondation de cette alliance en juin 2015. Madagascar Airlines est basée à l'Aéroport international d'Antananarivo - Ivato. Ses opérations sont réalisées en malgache, en français et en anglais.

## Historique

### Création de la compagnie
En 1961, la Société nationale de transports aériens Madair est créée sur la base de la fusion entre la Société privée Air Madagascar et le réseau local Air France. Le nom de Madair est choisi pour ne pas léser moralement la compagnie française.
1962, le nom de la Société nationale de transports aériens devient Air Madagascar (de nos jours basée à l'Aéroport international d'Antananarivo-Ivato). Elle assure les liaisons intérieures de la Grande Île, et parallèlement, sur l'axe Antananarivo-Paris-Antananarivo, exploite les dessertes de Djibouti, Moroni (Comores) et Saint-Denis de La Réunion, le tout, en accord avec Air France.
Pour la destination de Paris, la compagnie malgache loue un Boeing 707 (F-BLCB) à Air France.

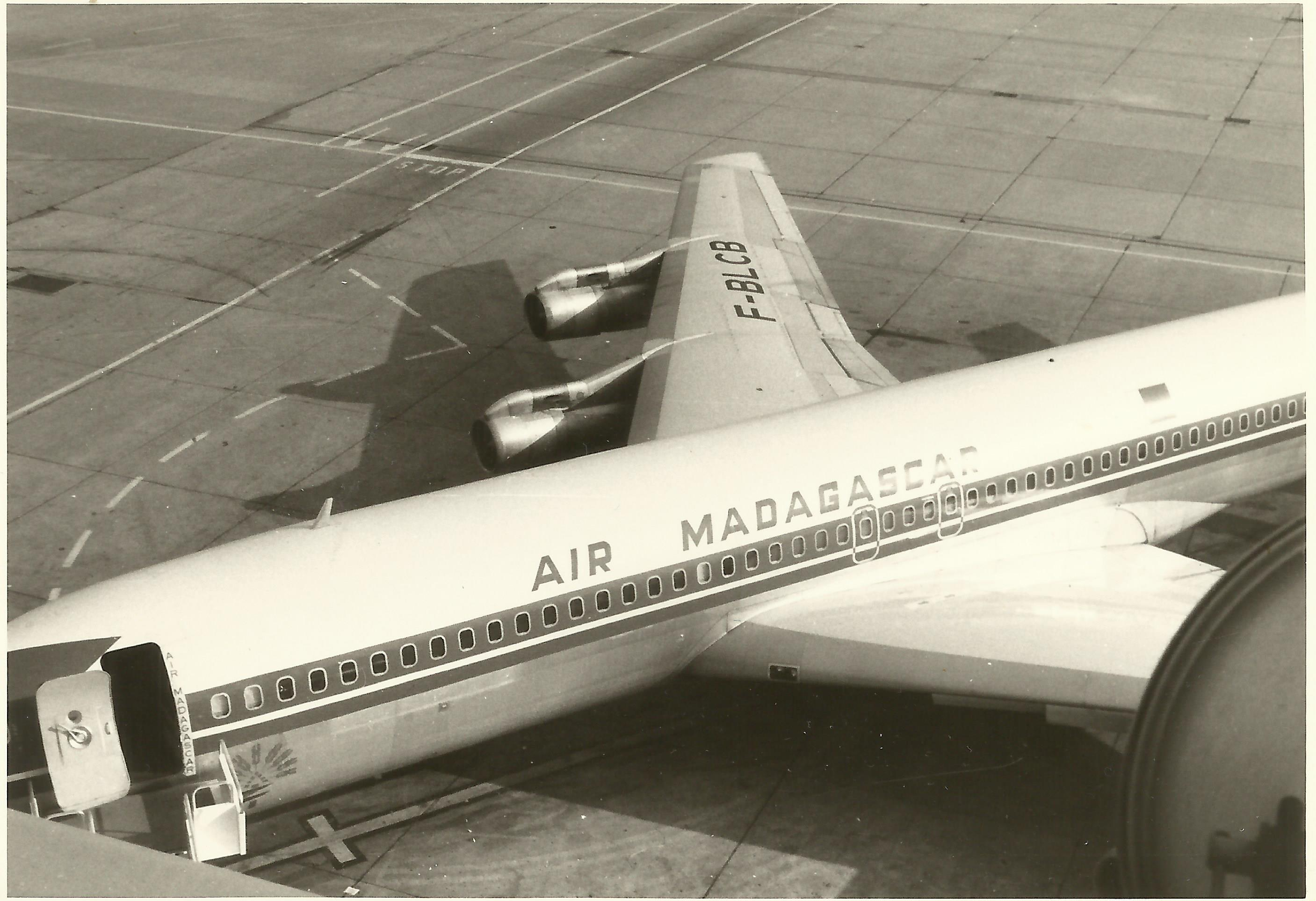
Boeing 707 loué à Air France en escale à Orly, mars 1971

1970, le réseau commercial d'Air Madagascar est étendu, afin d'assurer une présence régionale et internationale dans l'Océan Indien. Ainsi, de nouvelles lignes sont ouvertes vers l'île Maurice, le Kenya et l'Afrique du Sud. Il faut attendre 1976 pour une desserte des Seychelles. Entre-temps, la compagnie s'est dotée de deux Boeing 737-2B2 achetés neufs et entrés dans la flotte en 1969 (5R-MFA dit « Boina ») et 1972 (5R-MFB dit "Sambirano"), exploités jusqu'en 2006.

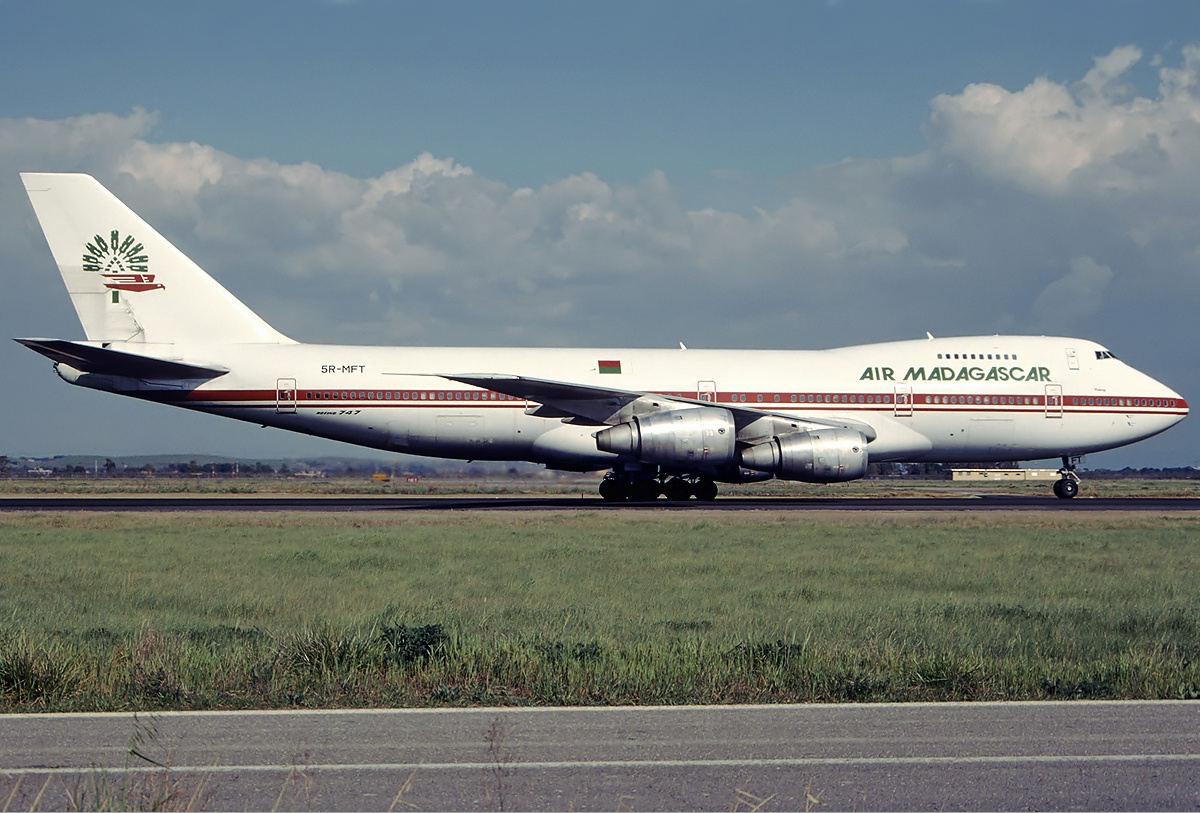
Le Boeing 747-200 d'Air Madagascar en 1997

En 1979, obtention d'un Boeing 747-2B2M Combi (5R-MFT dit « Ankoay »), lui aussi acheté neuf, qui va permettre de renforcer le réseau d'Air Madagascar vers l'Europe, avec les dessertes de Zurich, Francfort, Munich et Rome. C'est à ce jour le seul et unique Jumbo Jet qui n'ait jamais été exploité par la compagnie malgache, qui s'en est séparée en 1999 au profit d'un Boeing 767-300 exploité en leasing.
1996, obtention d'un ATR 42-320.
En 1998 le réseau international s'étend encore, cette fois avec une ligne Antananarivo-Singapour, sur un Boeing 767-200. Plus tard, une escale à Saint-Denis de La Réunion sera ajoutée à cette ligne. C'est la première fois qu'Air Madagascar est présente en Asie.

### Difficultés et changement de marque de la compagnie
À partir de 2002, la compagnie connaît des difficultés importantes. Durant la crise socio-politique de cette année, elle doit se séparer de ses deux Boeing 767 (200 et 300), et  c'est un Boeing 767-300 loué à la compagnie Blue Panorama qui assure pendant près d'un an ses liaisons longs-courriers vers Paris CDG. Air Madagascar est également exclue de la chambre de compensation de l'IATA. La certification européenne de maintenance aéronautique JAR-145 est suspendue. Un contrat est alors passé avec Lufthansa Consulting pour restructurer et redresser la compagnie.
En 2003, le redressement commence à porter ses fruits. En mai 2003, un appareil aux couleurs d'Air Madagascar fait à nouveau son apparition : il s'agit d'un Boeing 767-300. La compagnie est de nouveau réintégrée dans la chambre de compensation de l'IATA. La certification JAR-145 est de nouveau acquise après audit effectué par les autorités de l'aviation civile européenne. Après plusieurs années de perte, la compagnie renoue en 2003 avec des bénéfices.
2004, la livrée des appareils est remplacée, avec un nouveau logotype (l'ancien, datant des années 1960 est considéré comme désuet). Ceci est signe de grand changement, de modernité, et souligne la volonté de la compagnie d'être compétitive sur le marché mondial. Deux nouvelles destinations s'ajoutent à son réseau : Bangkok et Milan. Un second Boeing 767-300 fait son entrée dans la flotte.
Octobre 2004, obtention de l'agrément d'organisme d'entretien d'aéronefs et d'équipements d'aéronefs PART-145 (qui remplace la certification JAR-145), agrément délivré par l'Agence européenne de la sécurité aérienne (AESA), à la suite de l'audit effectué par les inspecteurs du GSAC (Groupement pour la sécurité de l'Aviation civile)
En 2005, deux ATR 72-500 neufs font leur entrée dans la flotte et l'année suivante, arrivée d'un ATR 42-500 neuf clôture le renouvellement de la flotte des ATR. En décembre 2006 elle obtient la certification IOSA (IATA Operational Safety Audit).
2007, Air Madagascar inaugure une autre ligne sur ses vols longs courriers à  destination de Marseille, en France.
Mars 2008, elle signe un partenariat (partage de code) avec Corsairfly sur ses vols entre Paris et Antananarivo.

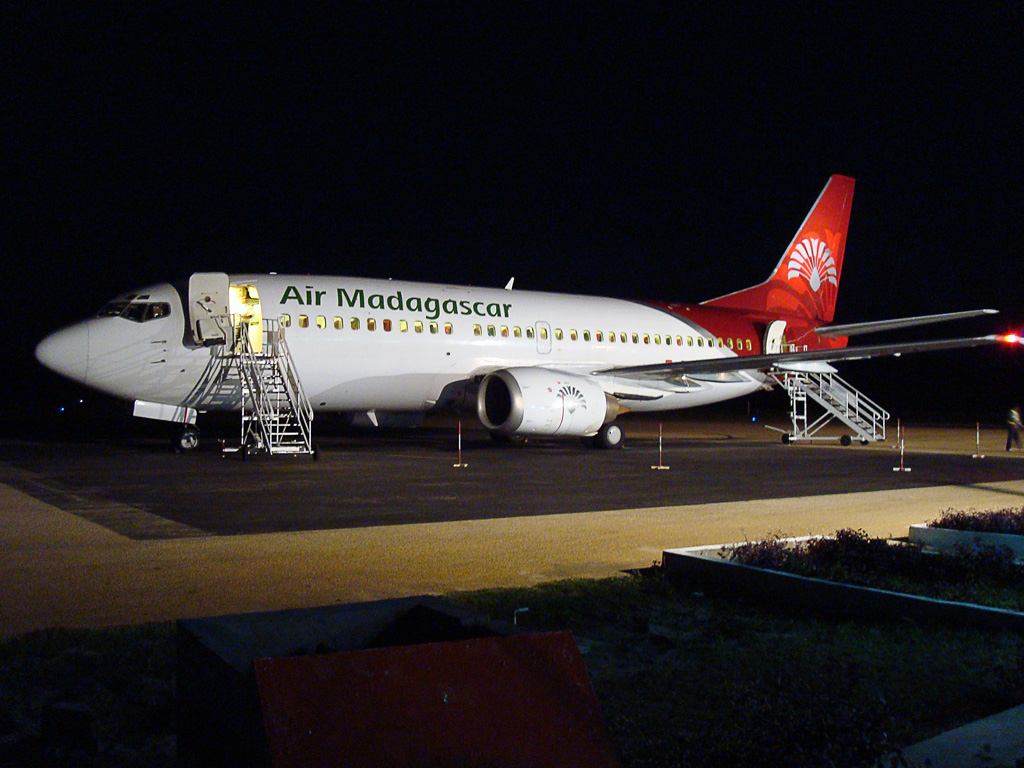
Boeing 737-300 à l'aéroport de Fort-Dauphin.

En juin 2008, la compagnie négocie avec succès auprès de GECAS (une société de leasing de Dubaï) la signature d'un contrat aboutissant à l'obtention d'un nouveau Boeing 767-300 (immatriculé 5R-MFJ) remplaçant 5R-MFF (loué en 2003 et dont le contrat de location a pris fin en mars 2008). L'arrivée dans la flotte de cet aéronef (qui a effectué un Check-C à Shannon, en Irlande, où il sera également repeint aux couleurs adéquates) est un soulagement pour Air Madagascar et sa clientèle, puisqu'elle va permettre de reprogrammer la partie des vols vers l'Europe qui a dû être annulée à la suite du retrait de 5R-MFF.
2009, ouverture de la destination Canton, en Chine.
En 2011, l'Union européenne publie sa nouvelle liste noire qui interdit de vol dans son espace aérien les deux Boeing 767-300 de la compagnie Air Madagascar desservant les aéroports de Paris et Marseille. La compagnie elle-même n'est pas placée sur une liste noire, seuls le sont ses deux aéronefs sus-cités. En août 2011, l'un des Boeing 767-300 (5R-MFG) est rendu au propriétaire. Durant la même période, un Boeing 737-300 (l'ancien avion présidentiel 5R-MRM) entre en service pour les vols régionaux et nationaux. En septembre 2011, un Boeing 777-200ER est loué auprès d'EuroAtlantic pour assurer les vols vers l'Europe comme solution provisoire.

### L'ère de l'Airbus A340
En avril 2012, un Airbus A340-300 rejoint la flotte d'Air Madagascar remplaçant le Boeing 777-200 loué à EuroAtlantic en 2011. Un second Airbus A340-300 est venu renforcer la flotte en juin 2012. Ces deux nouveaux aéronefs ont été acquis sur la base d'un contrat de location-vente auprès d'Air France. En décembre, elle est maintenue dans l'annexe B de la liste noire de l'Union européenne.
En juillet 2014, le dirigeant de la compagnie, Hugues Ratsiferana, présente officiellement sa démission après trois ans passés à la tête d'Air Madagascar. Ex-commandant de bord de la compagnie, Hughes Ratsiferana avait été porté par l'ensemble des pilotes de la compagnie pour en devenir le DG en 2011, à une période de crise socio-politique qui avait une fois de plus mis la compagnie en difficulté. Il a eu pour grande mission de sortir Air Madagascar de la liste noire de l'Union Européenne, mission qui a partiellement abouti (Air Madagascar est restée dans l'annexe B, mais ses A340 sont autorisés à voler dans le ciel européen). De nombreuses raisons semblent en tout cas avoir poussé Hughes Ratsiferana à quitter son poste, même si la goutte ayant fait déborder le vase a sûrement été l'avortement de dernière minute de la cérémonie d'ouverture de la ligne Marseille-Nosy Be, causée à première vue par l'indisponibilité de l'avion qui devait effectuer la liaison (à savoir, un Boeing 767-300). Le directeur commercial de la compagnie, Haja Raelison, devient alors directeur par intérim d'Air Madagascar.
En 2015, après avoir rendu les deux B737-300 "5R-MFH" et "5R-MFI" dont le contrat en leasing s'est achevé en décembre 2014, Air Madagascar a choisi les futurs successeurs de ces appareils et a opté pour la commande de 5 ATR72-600, 1 B737-800 et 1 ou 2 B737-700.Ce dernier ne sera jamais livré. Un des 5 ATR est arrivé en mars 2015 sous l'immatriculation "5R-EJA", tandis que le second ATR immatriculé "5R-EJB" est arrivé en juin 2015. Quant au B737-800, celui-ci a atterri à l'aéroport d'Ivato (Antananarivo) jeudi 20 août 2015 à 13 h 00 sous l'immatriculation "5R-EBA". Tout au long du mois du juin 2015, la compagnie a dû faire face à un vaste mouvement social impliquant notamment les pilotes. Dans leurs revendications, les délégués syndicaux d'Air Madagascar exigent une meilleure gestion de la société et plus particulièrement la démission de ses dirigeants, le président du conseil d'administration Henry Rabary-Njaka et le directeur général Haja Raelison, mais aussi le ministre de tutelle et le directeur général de l'aviation civile de Madagascar. Les instances dirigeantes de la compagnie ont fini par céder aux exigences du personnel en grève, après plusieurs jours de bras de fer. Début juillet, le Conseil d'administration de la compagnie aérienne malgache a présenté une démission collective, suivie par la démission du directeur général Haja Raelison. Le 7 juillet, la compagnie annonce la constitution d'un nouveau Conseil d'administration, présidé par Léon Rajaobelina, tandis que la gestion de la compagnie est confiée provisoirement à une direction collégiale, en attendant la nomination d'un nouveau directeur général. Le 17 juillet 2015, les nouvelles instances dirigeantes et les représentants du personnel se mettent d'accord pour la reprise du travail au sein de la compagnie et mettent ainsi fin à près de 40 jours de grève. Le 2 octobre 2015, Air Madagascar annonce dans un communiqué la désignation d'un nouveau directeur général, en la personne de Gilles Filiatreault, de nationalité canadienne.
Fin novembre 2015, la compagnie annonce la suspension de la ligne desservant l'Asie (Canton via Bangkok), prévue pour début janvier 2016.
Le 16 juin 2016, Air Madagascar ne figure plus dans la liste noire annexe B de l'Union Européenne et pourra désormais desservir l'Europe sous le pavillon malgache.
Fin 2016, Air Madagascar annonce officiellement la réouverture de sa ligne vers Canton, en partage de codes avec Air Austral. Le 12 février 2017, les deux compagnies inaugurent leurs vols communs vers la Chine grâce à l'A340-300 de la compagnie nationale, en faisant escale à La Réunion pour y embarquer les passagers d'Air Austral.

### Rachat par Air Austral
En 2017, Elle signe un accord de partenariat stratégique avec Air Austral qui entre dans le capital de la compagnie malgache à hauteur de 34 % (à terme 49 %). Rolland Besoa Razafimaharo est nommé nouveau directeur général.
2018, à la suite de l'accord avec Air Austral, Air Madagascar lance le 2 juillet une nouvelle filiale intérieure destinée à opérer l'ensemble des vols intérieurs ainsi que certains vols régionaux : « Tsaradia (en) ». Cette dernière récupère la flotte ATR et DHC-6 d'Air Madagascar
En 2019, elle devient une société semi-publique
Le 17 octobre 2019, Air Madagascar a été condamnée par le tribunal de commerce de Paris à verser 46 millions de dollars (environ 41 millions d’euros) à Air France correspondant aux arriérés de loyer des deux A340.
Le 14 décembre 2019, Rolland Besoa Razafimaharo pose sa démission, l'intérim est depuis assuré par le Directeur Général Adjoint Hanitra Rasetarinera.
En 2020, le partenariat avec Air austral prend fin et la CNaPS reprend ses actions.

### 2021, Air Madagascar gérée par Madagascar Airlines
En acceptant le 14 octobre 2021 la demande de sa compagnie nationale d’une « procédure collective d’apurement de passif », l’état malgache l’a placée sous protection contre les créanciers avec qui la dette d’environ 80 millions de dollars peut être négociée.
Air Madagascar va fusionner avec sa filiale Tsaradia pour devenir Madagascar Airlines. Un Boeing 787 Dreamliner sera loué par la compagnie pour relier Antananarivo à Paris, ainsi qu'un Embraer 190-E2 prévu en septembre 2023 pour les liaisons régionales et nationales mais qui ne sera aussi jamais livré.
En novembre 2023, faute de moyens financiers, la location des trois appareils longs-courriers est interrompue et la compagnie ne peut plus assurer ses vols vers Paris. La compagnie annonce qu’elle n’assurera plus que les vols intérieurs et ceux vers la Réunion et Mayotte. Quelques jours plus tard, un accord conclu avec la compagnie aérienne Corsair permet à Madagascar Airlines de continuer à vendre des billets, en partage de code afin de conserver une ligne historique pour l'île, tout en respectant l'impératif de réduction des coûts. Cette décision est toutefois contestée en interne, entrainant jusqu'à la démission de Rinah Rakotomanga, la présidente du conseil d’administration.

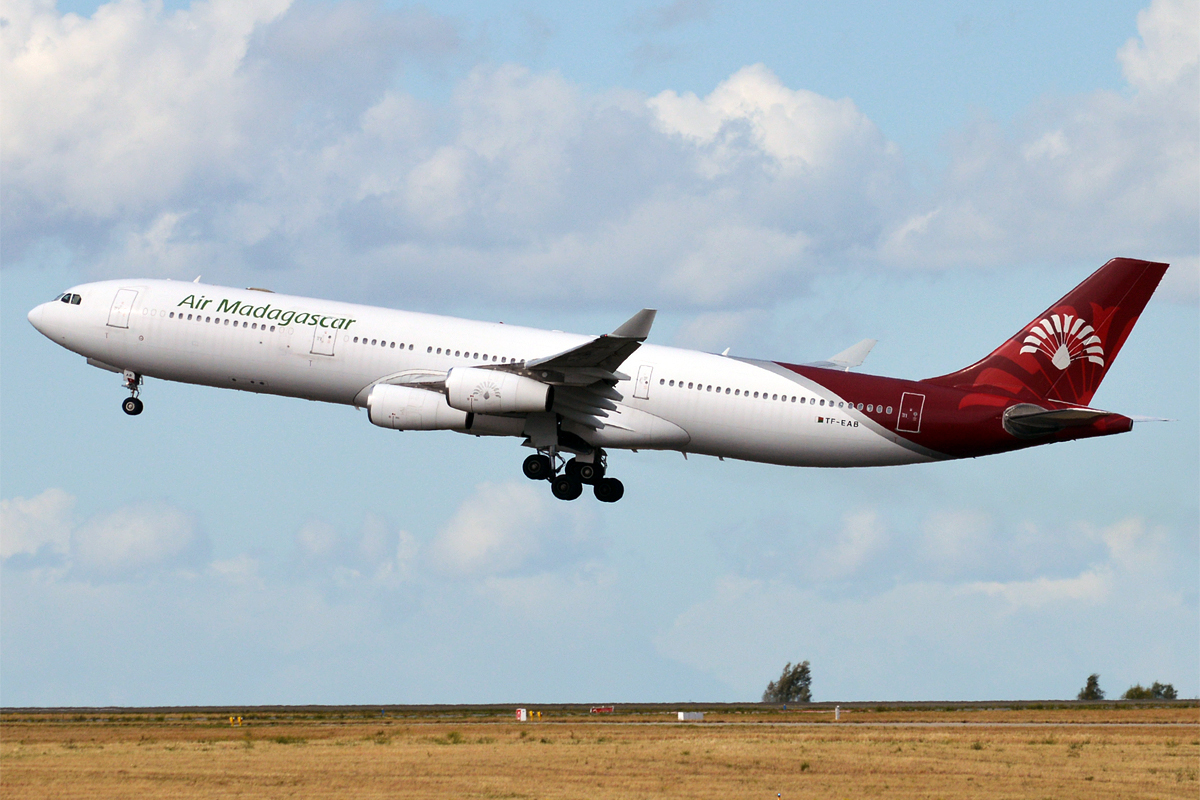
Airbus A340-300 TF-EAB

En janvier 2025, les deux derniers Airbus A340 – 300 de la compagnie sont vendus à un acquéreur chinois au coût de 2 millions de dollars(1 926 700 €),.

## Identité visuelle

### Logotypes

#### Air Madagascar

2004–2022.

#### Tsaradia
Le logo de la filiale Tsaradia est dévoilé le 2 juillet 2018, au moment même du lancement de la compagnie. Celui ci représente un Maki haut en couleur désignant la grande diversité de la faune et de la flore de l'île. Air Madagascar récupère les activités de Tsaradia en Octobre 2021 et devient Madagascar Airlines. Tsaradia cesse ses activités en juin 2024, et les vols sont désormais opérés sous code MD de Madagascar Airlines.

## Prestations, investissements et progrès

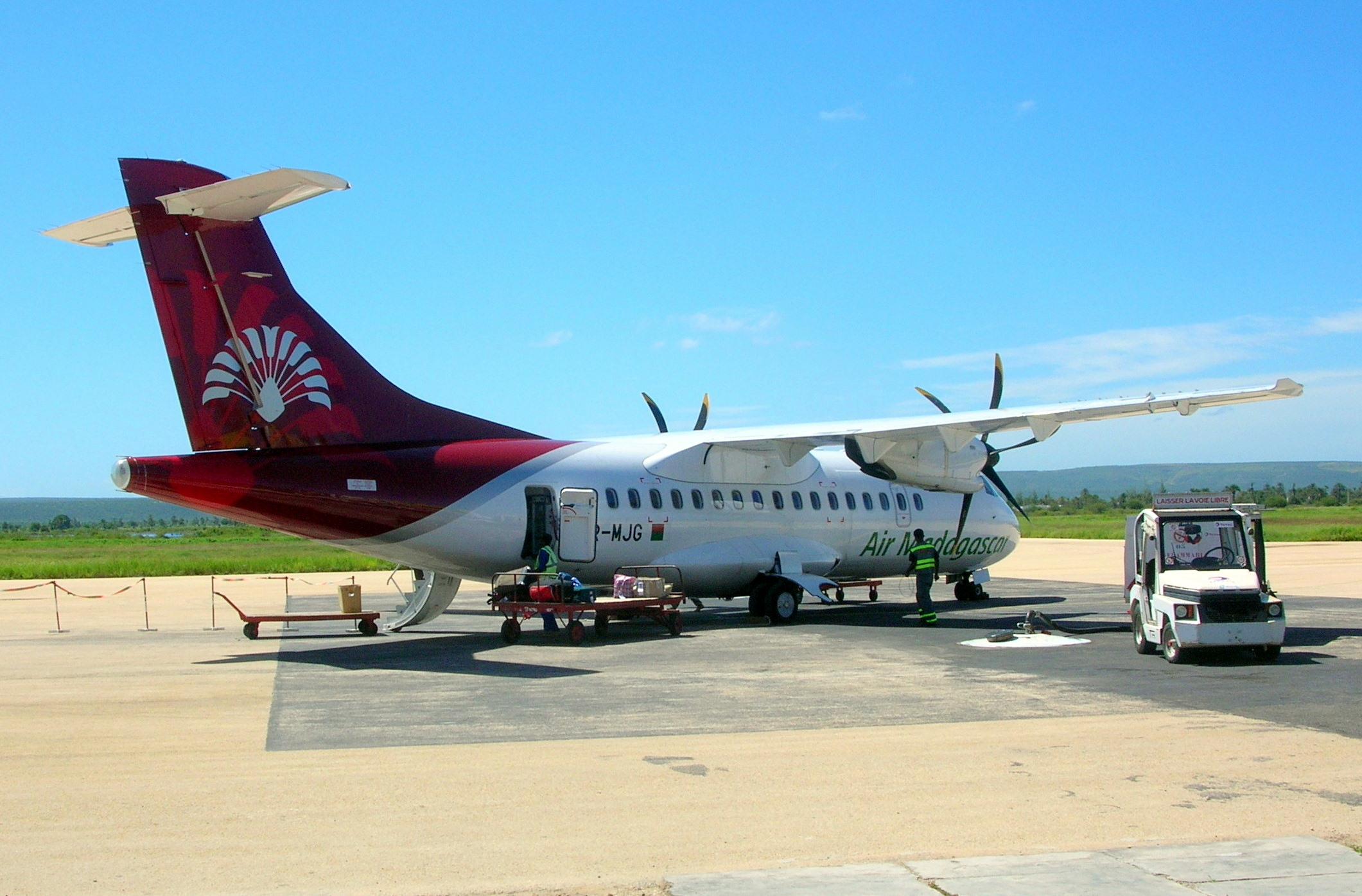
ATR 42-500 à l'aéroport de Tuléar le 26 février 2007.

De sa flotte de 1962, composée d'avions équipés de moteurs à pistons (Dragon DH89, Beechcraft, Broussard, Douglas DC-3, DC-4 et Piper), il n'en reste plus rien.
Après être également passé par les Boeing 707 et 747, HS 748, et Twin Otter, Air Madagascar a choisi des appareils plus performants à turbopropulseurs et autres réacteurs tels que les ATR 42, les Boeing 737-300 (pour le réseau intérieur et régional) et surtout le Boeing 767 qui a un temps relié l'Europe et l'Asie avant l'arrivée des Airbus A340.
Depuis janvier 2014, le nombre de retards ou d'annulations de vols intérieurs et régionaux a augmenté. Des retards de 40h sont possibles.[réf. nécessaire]
Depuis février 2016, la régularité des vols est revenue avec un taux de ponctualité amélioré à 85 % dans une fourchette de 15 minutes et à 93 % avec une marge de 30 minutes.

## Partenariats

### Partage de codes
Elle partage ses codes avec :
- Air Austral
- Air Mauritius
- Air Seychelles
- Etihad Airways
- Thai Airways
- Air France
- Corsair International

## Destinations

### Dessertes locales suspendues
- Ambatomainty, Ankavandra, Antalaha, Antsalova
- Belo sur Tsiribihina, Besalampy
- Farafangana
- Maintirano, Mananjary, Manja, Morafenobe, Morombe
- Soalala
- Tsiroanomandidy
- Vatomandry

## Actionnariat
- L'État malgache : 51 %.
- Cnaps : 48 %.

## Flotte actuelle
Au 20 juin 2025, les appareils suivants sont en service au sein de la flotte de Madagascar Airlines:

## Accidents et incidents
- Le 15 juillet 1963, un Douglas DC-3 d'Air Madagascar opérant sur une liaison intérieure s'écrase après son décollage de Farafangana. L'accident cause la mort de la moitié de ses occupants (2 passagers sur 8 / 4 membres d'équipage sur 4).

- Le 19 juillet 1967, un Douglas DC-4 d'Air Madagascar partant de l'aéroport international d'Ivato à destination d'Antsiranana via Toamasina s'écrase au décollage. Le bilan définitif fait état de 42 passagers et membres d'équipage tués sur les 77 personnes se trouvant à bord. Parmi les victimes, le ministre des Affaires étrangères Albert Sylla (dont le fils, Jacques Sylla, deviendra le Premier Ministre de Marc Ravalomanana 35 ans plus tard) ainsi que Raymonde Ramamonjy-Ratrimo, pharmacienne et figure emblématique de la bourgeoisie tananarivienne. Sur les quatre membres d'équipage, le steward Guy Rakotoarivony est le seul survivant après être parvenu à quitter la carlingue par l'une des vitres brisées du cockpit. L'avion, à la suite de sa chute, a terminé sa course dans les marécages qui s'étendent au bout de la piste d'envol. Les raisons exactes du crash n'ont jamais été élucidées mais les enquêteurs ont privilégié la thèse de la présence de givre sur les moteurs pouvant s'expliquer par le froid de l'hiver austral et le brouillard matinal. Il s'agit de la catastrophe la plus meurtrière qu'ait eu à subir Air Madagascar à ce jour.

- Le 24 juillet 1981, un des Havilland Canada DH-6 Twin Otter 300 d'Air Madagascar opérant sur une liaison intérieure et devant relier Mandritsara à Sambava (avec escales prévues à Maroantsetra, Antalaha, Andapa et Doany) heurte une montagne au nord-est de Maroantsetra. Aucun survivant parmi les 19 personnes qu'il transporte (17 passagers / 2 membres d'équipage).

- Le 10 juillet 2006, un Boeing 767-300 d'Air Madagascar partant de l'aéroport international d'Ivato à destination de l'aéroport de Paris-Charles-de-Gaulle, avec 181 passagers et 12 membres d'équipage à son bord, doit se reposer en urgence à la suite d'une explosion et d'un incendie survenus sur son réacteur droit. Celui-ci est immédiatement coupé comme le veut la procédure, mais les pilotes sont d'abord contraints de tourner dans les airs une petite heure afin de délester l'avion d'une partie de son carburant. L'atterrissage sur un seul moteur se passe sans encombre. Aucun blessé n'est à déplorer parmi les 193 occupants.

- Le 6 août 2015, le B737-300  de la compagnie nationale partant de l'aéroport international d'Ivato pour l'île de La Réunion a dû revenir en urgence après la défaillance d'un moteur. Après 50 minutes de vol, le pilote a décidé de faire demi-tour pour des raisons de sécurité. À aucun moment la sécurité n'a été mise en jeu[19].